# Hans Knesl

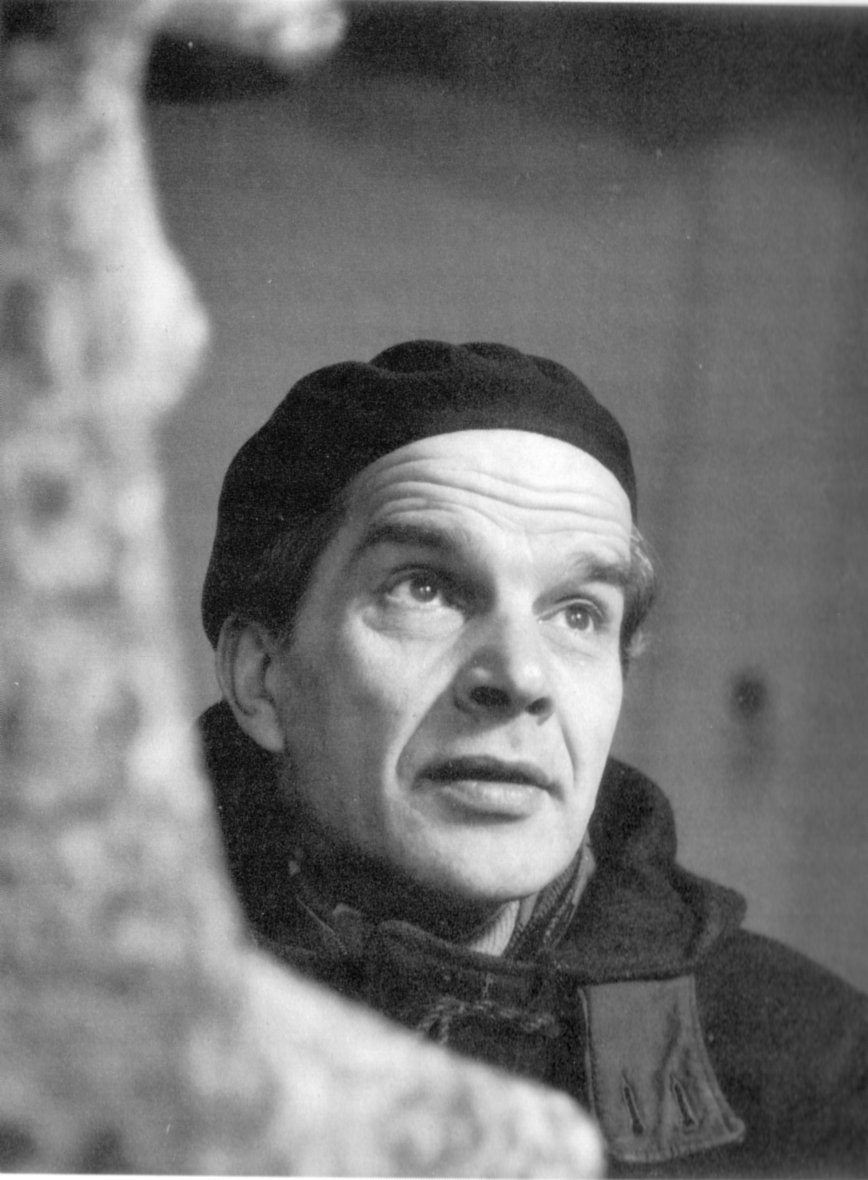
Hans Knesl, Foto aus dem Jahre 1955

Hans Knesl (* 9. November 1905 in Bad Pirawarth, Niederösterreich; † 4. Juli 1971 in Wien) war ein österreichischer Bildhauer, der sich auch der Zeichnung und Malerei als Ausdrucksform bedient hat.

## Lebenslauf
Als drittes Kind seiner Eltern wuchs er in einfachen Verhältnissen in Bad Pirawarth, einem kleinen Thermalkurort etwa 25 Kilometer nördlich von Wien, auf. Schon mit acht Jahren verlor er seine Mutter und entwickelte sich zu einem Kind, das überwiegend in seiner eigenen Gedankenwelt lebte. Da er als Jugendlicher Interesse an Schnitzerei und plastischer Darstellung entwickelte, suchte sein Vater für ihn eine geeignete Lehrstelle und fand sie schließlich in der deutschen Stadt Lage, wo Hans Knesl in den Jahren 1920 bis 1924 seine handwerkliche Ausbildung zum Steinmetz erhielt. Nach Abschluss der Lehrzeit begann er in Wien das Studium der Bildhauerei an der Akademie der bildenden Künste – bei Professor Hans Bitterlich – und schloss dieses 1930 mit dem Diplom ab. Danach war er als frei schaffender Künstler in Wien tätig. Doch die nächsten Jahre brachten nicht die erhofften Aufträge für größere Plastiken und so machte er Porträts, illustrierte Magazine (Wiener Magazin 1940 bis 1941) und entwarf Modelle für die Porzellanfabrik Metzler & Ortloff, in Ilmenau, Thüringen. Dort lernte er auch Elfriede Dietz kennen, die er trotz größter politischer Schwierigkeiten (Tausend-Mark-Sperre) im Jahr 1936 heiratete.
Mit dem Anschluss Österreichs an das Deutsche Reich verschlechterte sich die berufliche Situation von Hans Knesl weiter, da sein damaliger künstlerischer Interpretationsstil nicht den Vorstellungen der politischen Führung entsprach und sein Werk als „Entartete Kunst“ eingestuft wurde. 1941 wurde er zur Wehrmacht eingezogen, aber kurz vor Kriegsende aus gesundheitlichen Gründen vorzeitig entlassen. 1944 wurde sein Sohn Johannes Alexander und 1949 seine Tochter Elfriede Christiane geboren.
Während der ersten Jahre des Wiederaufbaus verdiente er seinen Lebensunterhalt unter anderem mit Restaurierungsarbeiten am Wiener Rathaus, der Universität Wien und dem Schloss Laxenburg. Gleichzeitig begann er sich wieder seiner geliebten Bildhauerei zu widmen. 1949 wurde er Mitglied des Wiener Künstlerhauses. 1951 erhielt er die Berufung an die Akademie für angewandte Kunst, als Leiter der Meisterklasse für Bildhauerei, eine Aufgabe, der er sich mit großem Einsatz widmete. Basierend auf der Vermittlung der handwerklichen Fähigkeiten bestand seine Zielsetzung darin, die Schüler bei ihrer eigenständigen künstlerischen Entwicklung zu fördern und zu begleiten.
Daneben führte er Arbeiten für öffentliche und private Auftraggeber aus und nahm an Ausstellungen und Wettbewerben teil. Darüber hinaus entstanden zahlreiche Plastiken als freie Arbeiten auf der Suche nach neuen Ausdrucksformen seiner Kunst. Die Sommermonate, die die Familie häufig im Waldviertel verbrachte, nutzte Hans Knesl für Steinarbeiten mit Mühldorfer Marmor, was aufgrund der Härte des Steines großen körperlichen Einsatz verlangte.
Obwohl Hans Knesl für seine Arbeiten mehrfach Preise bei Wettbewerben erhielt, wurde sein Werk lange Zeit von der Öffentlichkeit nicht verstanden. Zum Beispiel entfesselte seine Skulptur Große Stehende, 1954 im Wiener Stadtpark ausgestellt, einen Skandal und musste entfernt werden, sein Stehendes Mädchen wurde 1956 umgestürzt und schwer beschädigt.
In seinen letzten Lebensjahren begann er sich intensiver der Zeichnung und Malerei zuzuwenden. Nicht zuletzt dadurch wurde das Interesse der Kunstwelt geweckt und sein Werk durch zwei große Ausstellungen in Wien einer breiteren Öffentlichkeit zugänglich gemacht. Für die letzte, im Jahr 1970, schuf er neun neue Plastiken in weniger als einem Jahr. Die Ausstellung wurde zu einem großen Erfolg und verschaffte ihm die lang verwehrte allgemeine Anerkennung, aber der Künstler hatte zu viel gegeben: nach schwerem Leiden starb er am 4. Juli 1971 in Wien. Er wurde im Ehrenhain der Stadt auf dem Wiener Zentralfriedhof (Gruppe 40, Nummer 7) beerdigt.

## Künstlerisches Werk
Seine in den 1940er und 1950er Jahren entstandenen Arbeiten können heute schon als Klassiker der damals modernen archaisierenden, entindividualisierenden Tendenzen figurativer Kunst gelten. Sein plastischer Realismus der 1960er-Jahre hatte wesentlichen Anteil an der Etablierung neuer, realistischer Strömungen, deren bekanntester österreichischer Vertreter, Alfred Hrdlicka, bereits zu Weltruhm gelangt ist.
Seine künstlerischen Problemstellungen gingen primär von der menschlichen Figur aus, die jedoch in den verschiedenen künstlerischen Entwicklungsphasen auf unterschiedliche Weise vereinfacht und schematisiert wurden. Er blieb lange Zeit der idealisierenden Figur verhaftet, bevor er um 1950 zu einer realistischeren Formgebung fand. In den 1950er Jahren entstanden Figuren mit stark plastischen Akzenten, die bald Skulpturen mit einem stärkeren tektonischen Aufbau wichen. In den 1960er Jahren gelangten beide Gestaltungsrichtungen in seinen charakteristischen Stehenden und Schreitenden zu einer Synthese.
Er wählte für seine Arbeiten stets harte Steine aus, mit möglichst stiller Zeichnung, damit das Auge des Betrachters nicht von der Form abgelenkt wird. Arbeitete Hans Knesl als Plastiker (das Prinzip der Plastik besteht im Hinzufügen, das der Bildhauerei im Wegnehmen), so wuchsen seine Figuren durch Hinzufügen kleiner Massepartikel in mehreren Schichten, wie eine Zwiebel. Die Textur der aufgetragenen Tonklümpchen ließ er sichtbar. Hans Knesls Plastiken sind fast alle in Beton gegossen. Diese Technik wandte er zunächst aus Kostengründen, als Ersatz für den teuren Bronzeguss, an. Sehr bald erkannte er aber die spezifischen Qualitäten dieses neuen Werkstoffes, den er dann mit großer Vorliebe einsetzte.

## Arbeiten von Hans Knesl (Auswahl)
- Kameraden der Arbeit, Beton, 1930
- Sitzende, Terracotta, 1946
- Liebespaar, Beton, 1949

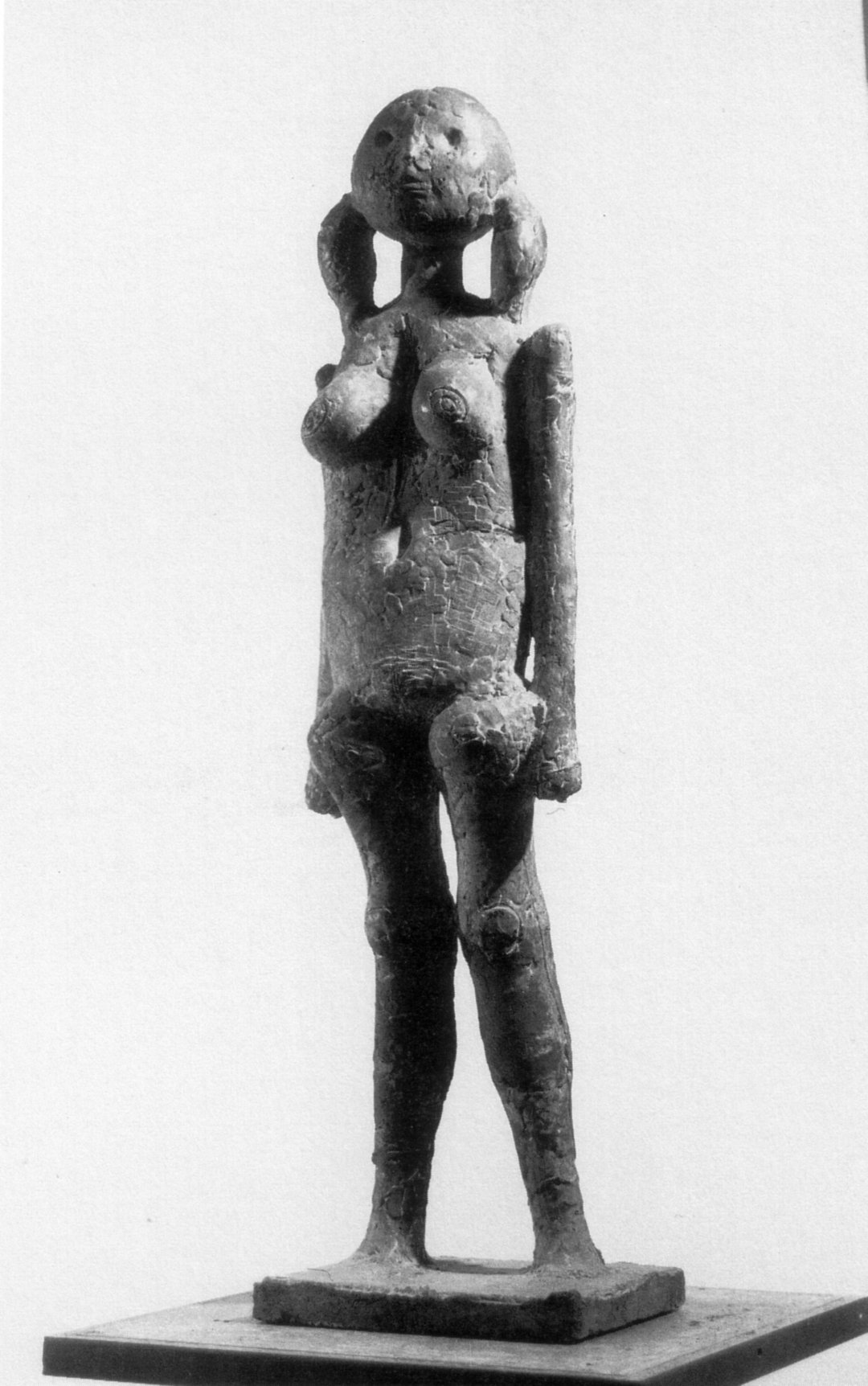
Puppa, Skulptur aus dem Jahre 1967

- Schutzmantelmadonna, Kunststein, 1954
- Stehende, Beton 1955
- Große Schreitende, Beton, 1959
- Stehendes Mädchen, Beton, 1965
- Puppa, Beton, 1967
- Schreitender Torso, Bronze, 1970
- Giebelzeichen der Pfarrkirche Liesing in Wien, 1955?

## Ehrungen und Auszeichnungen
- 1951 Verleihung des Förderungspreises zum Österreichischen Staatspreises für Plastik
- 1965 Preis der Stadt Wien für Bildende Kunst in der Kategorie Bildhauerei
- 1967 Goldene Ehrenmedaille des Wiener Künstlerhauses
- 1970 Kulturpreis für Plastik des Landes Niederösterreich
- 1975 Errichtung eines Freilichtmuseums im ehemaligen Kurpark von Bad Pirawarth

## Ausstellung
Ein Großteil der Werke von Hans Knesl ist im privaten oder öffentlichen Besitz. Eine permanente, frei zugängliche Ausstellung befindet sich in
- Bad Pirawarth (Professor Knesl-Freilichtmuseum)